# Marynin (gmina Jasieniec)
Marynin – wieś w Polsce położona w województwie mazowieckim, w powiecie grójeckim, w gminie Jasieniec.
Wieś wchodzi w skład sołectwa Ignaców.
W latach 1975–1998 miejscowość należała administracyjnie do województwa radomskiego.